# Fred Bremberg
Fred Wilhelm Bremberg, född 30 december 1939 i Stockholm, död där 13 juni 1972 i Stockholm, var en svensk journalist och författare av bland annat seglingsböcker.
Efter studier på läroverket arbetade Bremberg 1960-1961 på Tidningarnas telegrambyrå, var vikarie på Expressen 1962, arbetade på Sveriges radio 1962-1963 och var åter en kort tid på Expressen. Han arbetade därefter som PR-redaktör på Svenska Philips 1963-1965.
Från 1965 till sin död arbetade Bremberg på Dagens Nyheter, men var också verksam inom program i Sveriges radio och Sveriges Television.
Han började redan som tonåring i TV:s barndom som scripta på Sveriges Television. Efter en tid i Paris med bland andra  fotografen Christer Strömholm blev Fred Bremberg journalist på tidningen Expressen, vidare därefter på tidningen Dagens Nyheter.
Bremberg var också under en period återkommande inslag som "Elake herrn"[källa behövs] på SVT och programledare för frågesport på SVT. Han var den första journalist som "sprängde" en budgetproposition (Gunnar Strängs).[källa behövs] Han rapporterade i övrigt bland annat från kravallerna i Båstad, Kungsträdgårdskravallerna och inbördeskriget i Tchad. Hans reportageresor på kanalerna i Europa tillsammans med DN-fotografen Stig A. Nilsson var uppmärksammade.
Han var aktiv i Svenska journalistförbundet.
Bremberg var också en aktiv seglare och startade 1967 Republikanska Seglarsällskapet (som ett republikanskt alternativ till Kungliga Svenska Segelsällskapet), vilket 1970 bytte namn till Segelsällskapet RS, tillsammans med Pelle Edström. 
Fred Bremberg var far till två barn.